# Веттони

Ареал веттонів.

Ветто́ни (грец. Οὐέττωνες, Ouéttones; лат. vettones, ісп. vettones) — у V ст. до н.е. — I ст. н.е  один із доримських народів Піренейського півострова. Ймовірно були докельтського походження. Згадуються в античних авторів, зокрема в «Географії» Страбона. Мешкали на північному заході центрального високогірного плато півострова (сучасні іспанські провінції Авіла й Саламанка, частково — Самора, Толедо, Касерес, регіон іспансько-португальського кордону). Були споріднені з лузітанами. Найбільше місто — Салмантика (сучасна Саламанка). З ветоннами пов'язують арехологічні культури Коготас II й культуру кам'яних боровів. Не згадуються після римського завоювання Іспанії.